# Бешеные
«Бешеные» (фр. les Enragés) — одна из наиболее радикальных фракций французской революции 1789—1794 гг. Лидеры движения «бешеных» — Жак Ру, Теофиль Леклерк, Варле и Клер Лакомб. Движение представляло интересы городской бедноты.
Началом движения «бешеных» следует считать весну 1792 года. До переворота 31 мая — 2 июня 1793 года «бешеные» находились в тактическом союзе с якобинцами, основную суть сотрудничества составляла борьба с жирондистами.
Со 2 июня по начало сентября 1793 года — противостояние со вчерашними союзниками, заканчивающееся удовлетворением требований «бешеных». В состав реформ, предлагаемых «бешеными» входила реквизиция хлеба у производителей и продажа его потребителям по твёрдым или «максимальным» ценам.
Петиция Жака Ру провозглашала:

Свобода не что иное, как пустой призрак, когда один класс может безнаказанно морить голодом другой. Равенство — пустой призрак, когда богач благодаря монополиям пользуется правом жизни и смерти над себе подобными. Пустой призрак и республика, когда изо дня в день действует контрреволюция, устанавливая такие цены на продукты, платить которые три четверти граждан могут, только обливаясь слезами… В течение четырех лет одни только богатые пользуются выгодами революции… Лишь прекращением разбоя торговцев… лишь предоставлением санкюлотам продовольствия вы привлечете их на сторону революции и объедините их вокруг конституционных законов.

Требования «бешеных» были следующие: издать закон о всеобщем максимуме цен, установить смертную казнь за спекуляцию, применить против всех врагов революции массовый революционный террор, удалить бывших привилегированных со всех должностей в военной и гражданской администрации, взять в качестве заложников членов семей эмигрантов и т. д.
4—5 сентября 1793 года под влиянием волнений масс якобинцы оказываются вынужденными частично уступить и принять многое из требований плебейских масс, сформулированных от их имени «бешеными».
В дальнейшем якобинцам удалось изолировать лидеров «бешеных» и расправиться с ними. 5 сентября 1793 года был арестован Жак Ру, 19 сентября его участь разделил Варле; в эти же дни были начаты преследования против Леклерка и Клэр Лакомб.
В феврале 1794 года Жак Ру, привлеченный к суду Революционного трибунала, для избежания его покончил жизнь самоубийством, а Леклерк и Клер Лакомб вскоре после начатых против них преследований совершенно отказались от политической деятельности, что, впрочем, не спасло их от ареста весной 1794 года.
В дальнейшем политическую линию «бешеных» отчасти продолжили эбертисты, ранее участвовавшие в их разгроме.
Внимание к исследованию «бешеных» было привлечено трудом Петра Кропоткина «Великая французская революция», в котором он называет их «народными коммунистами» и «предшественниками анархистов».